# Дива будущего
«Дива будущего» (итал. Diva Futura) — художественный фильм итальянского режиссёра Джулии Луизы Штайгервальт с Пьетро Кастеллито, Тезой Литван  и Барбарой Ронки в главных ролях. Премьера состоялась в сентябре 2024 года на 81-м Венецианском кинофестивале, в рамках основной программы.

## Сюжет
Фильм рассказывает о деятельности кастингового и продюсерского агентства «Дива Футура» в Италии 1980-х — 1990-х годов.

## В ролях
- Пьетро Кастеллито— Риккардо Чиччи
- Теза Литван — Ева Хенгер
- Барбара Ронки — Дебора Аттанасио
- Денизе Капецца — Моана Поцци[2][3]
- Давиде Лачини — Массимилиано Каролетти
- Марко Лермано — Валентино

## Релиз и оценки
В сентябре 2024 года картину показали на 81-м Венецианском кинофестивале, в рамках основной программы.